# بارتايدو دي لا سايرا إن توبايلنا
بلدية بارتايدو دي لا سايرا إن توبايلنا (بالإسبانية: Partido de la Sierra en Tobalina)‏، هي إحدى بلديات مقاطعة برغش، التي تقع في منطقة قشتالة وليون، والتي تقع في شمال غرب إسبانيا.
يبلغ عدد سكانها 68 نسمة وفقاً لإحصائية سنة (2002).